# 7月13日 (旧暦)
旧暦7月13日は旧暦7月の13日目である。六曜は先勝である。

## できごと
- 天武3年（ユリウス暦674年8月19日）- 語臣猪麻呂（かたりのおみいまろ）の娘が、中海にのぞむ毘売崎の浜辺で遊んでいるとき、一匹の大きなワニに食い殺された。[1]
- 貞元元年（ユリウス暦976年8月11日） - 天延より貞元に改元
- 万寿元年（ユリウス暦1024年8月19日） - 甲子革令のため寛仁より万寿に改元
- 天永元年（ユリウス暦1110年7月31日） - 彗星の出現にため天仁より天永に改元
- 永久元年（ユリウス暦1113年8月25日） - 天変、怪異、疫病、戦乱などのため天永より永久に改元
- 承久3年（ユリウス暦1221年8月2日） - 承久の乱で幕府に敗れた後鳥羽上皇が隠岐に流される
- 天正18年（グレゴリオ暦1590年8月12日） - 豊臣秀吉が徳川家康に関東8国を与える
- 元和元年（グレゴリオ暦1615年9月5日） - 後水尾天皇の即位に伴い慶長より元和に改元

## 誕生日
- 弘化4年（グレゴリオ暦1847年8月23日） - 森有礼、外交官・初代文部大臣（+ 1889年）

## 忌日
- 大治3年（ユリウス暦1128年8月10日） - 藤原清衡、陸奥の豪族・中尊寺を建立 （* 1056年）
- 寛永元年（グレゴリオ暦1624年8月26日） - 福島正則、戦国時代から江戸時代初期にかけての大名、賤ヶ岳の七本槍の筆頭（* 1561年）
- 安政元年（グレゴリオ暦1854年8月6日） - 椿椿山、画家（* 1801年）

## 記念日・年中行事
- 盆迎え火